# Piekielny hotel
Piekielny hotel – polski program rozrywkowy prowadzony przez Małgorzatę Rozenek. Emitowany na kanale TVN w 2015 roku. W kwietniu zapadła decyzja o zawieszeniu programu.

## O programie
Do programu zgłaszali się właściciele hoteli, mający problemy z utrzymaniem ich. W każdym odcinku prowadząca odwiedzała jeden z nich. W ciągu czterech dni uczyła właścicieli i personel podstaw pracy. Obserwowała i analizowała sytuację, później komentowała ją i proponowała metody rozwiązania problemów. Pomagali jej Helena Radziejewska-Szwaj (dekoratorka) (odc. 1–3, 5), Katarzyna Grabowska (architekt przestrzeni prywatnych i komercyjnych) (odc. 4, 6–10) i Tomasz Karwacki (Business Development Director) (odc. 1–2, 4–9), Wojciech Liszka (CEO) (odc. 3, 10) oraz Adam Chrząstowski (szef kuchni / ambasador marki Appetita) (odc. 4–6, 9–10). Program był emitowany w niedziele o godzinie 18:00, a powtórki programu w poniedziałki o 13:00. Średnia oglądalność programu wyniosła 1,2 mln widzów. 
Piekielny hotel był adaptacją brytyjskiego programu Hotel Hell, którego gospodarzem jest Gordon Ramsay.

### Odcinki
| Odcinek | I seria                                                                                            |
| ------- | -------------------------------------------------------------------------------------------------- |
| 1.      | Hotel „Otomin” – Otomin, gm. Kolbudy (woj. pomorskie) (15 marca 2015)                              |
| 2.      | Kompleks hotelowo-parkowy „Księżycowy Dworek” – Gierłoż (woj. warmińsko-mazurskie) (22 marca 2015) |
| 3.      | Hotel „Granada” – Ostrów Wielkopolski (woj. wielkopolskie) (29 marca 2015)                         |
| 4.      | Hotel „Krajna” – Złotów (woj. wielkopolskie) (12 kwietnia 2015)                                    |
| 5.      | Hotel „Jasminum” – Otrębusy (woj. mazowieckie) (19 kwietnia 2015)                                  |
| 6.      | Zajazd „Łapigrosz” – Dłużewo (woj. wielkopolskie) (26 kwietnia 2015)                               |
| 7.      | Hotel „Wiatrak” – Pułtusk (woj. mazowieckie) (3 maja 2015)                                         |
| 8.      | Hotel „Małopolska” – Jasło (woj. podkarpackie) (10 maja 2015)                                      |
| 9.      | Pensjonat „Biała Wisełka” – Wisła (woj. śląskie) (17 maja 2015)                                    |
| 10.     | Hotel „Evotel” – Zielonka (woj. mazowieckie) (24 maja 2015)                                        |